# Levon Kendall
Levon Maxwell Simon Kendall (Vancouver, 04 de julho de 1984) é um basquetebolista canadense que atualmente joga pelo Vancouver Dragons.  O atleta possui 2,09m de altura e pesa 104kg, jogando na posição ala.

## Ligações Externas
- Levon Kendall no X